# Оголені скелі на березі р. Теребля
Ого́лені ске́лі на бе́резі р. Тере́бля — геологічна пам'ятка природи місцевого значення в Україні. Розташована в межах Хустського району Закарпатської області, на схід від села Драгово (лівий берег річки Тереблі). 
Площа 5 га. Статус надано згідно з рішенням облвиконкому від 23.10.1984 року № 253. Перебуває у віданні Драгівської сільської ради. 
Статус надано з метою збереження скельного масиву, що складається з дрібнозернистих пісковиків, аргілітів та (місцями) конгломератів з викопними рештками організмів.